# 沃爾德冰原島峰 (埃爾斯沃思地)
74°47′S 98°38′W / 74.783°S 98.633°W
沃爾德冰原島峰（英語：Wold Nunatak），是南極洲的冰原島峰，位於埃爾斯沃思地，處於曼特山以東18公里，屬於哈德森山脈的一部分，美國地質調查局根據測量和該國海軍的空中照片繪入地圖，現時由南極條約體系管理。